# Morgandale (Ohio)
Morgandale é um lugar designado pelo censo localizado no condado de Trumbull no estado estadounidense de Ohio. No Censo de 2010 tinha uma população de 1.224 habitantes e uma densidade populacional de 177,8 pessoas por km².

## Geografia
Morgandale encontra-se localizado nas coordenadas 41° 16′ 01″ N, 80° 47′ 45″ O. Segundo o Departamento do Censo dos Estados Unidos, Morgandale tem uma superfície total de 6.88 km², da qual 6.88 km² correspondem a terra firme e (0%) 0 km² é água.

## Demografia
Segundo o censo de 2010, tinha 1.224 habitantes residindo em Morgandale. A densidade populacional era de 177,8 hab./km². Dos 1.224 habitantes, Morgandale estava composto pelo 94.12% brancos, 2.45% eram afroamericanos, 0.16% eram amerindios, 0.49% eram asiáticos, 0% eram insulares do Pacífico, 1.06% eram de outras raças e o 1.72% pertenciam a duas ou mais raças. Do total da população 1.72% eram hispanos ou latinos de qualquer raça.